# Clássico Mundial de Beisebol de 2006
O Clássico Mundial de Beisebol de 2006 foi o torneio inaugural entre seleções nacionais de beisebol que incluíram jogadores da Major League Baseball. Foi disputado de 3 a 15 de março em estádios de Tóquio (Japão), San Juan (Porto Rico), Orlando, Phoenix, Anaheim e San Diego (Estados Unidos). A seleção do Japão conquistou o título, superando Cuba na decisão.

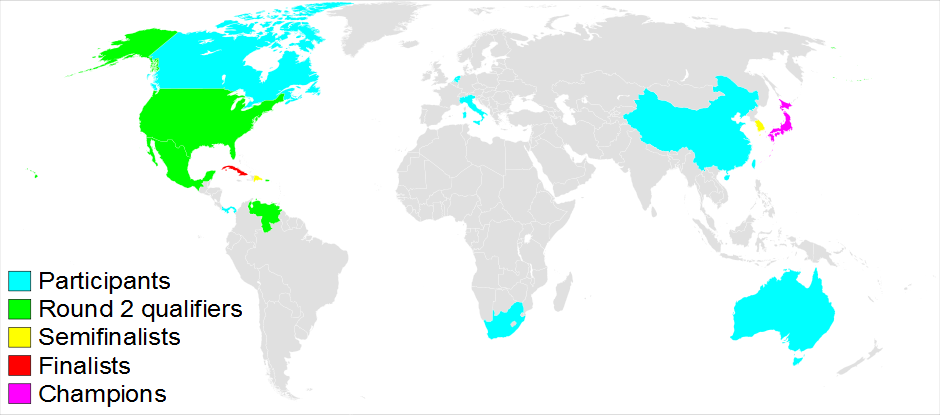
Países que participaram.

## Participantes
As 16 equipes selecionadas para o primeiro Clássico Mundial foram escolhidas porque se julgou que elas fossem "as melhores nações praticantes do beisebol no mundo e que proveem representação global para o evento." Não houve nenhuma competição qualificatória oficial.
| Grupo A       | Grupo B        | Grupo C       | Grupo D              |
| ------------- | -------------- | ------------- | -------------------- |
| Japão         | Canadá         | Cuba          | Austrália            |
| China         | México         | Países Baixos | República Dominicana |
| Coreia do Sul | África do Sul  | Panamá        | Itália               |
| Taipé Chinesa | Estados Unidos | Porto Rico    | Venezuela            |

## Formato
Cada equipe jogava uma vez contra as outras três de seu grupo. As duas melhores equipes de cada grupo avançavam à segunda fase, onde as duas melhores equipes dos Grupos A e B (Grupo 1) e as duas melhores equipes dos Grupos C e D (Grupo 2) competiam em outro todos-contra-todos. As duas melhores equipes de cada grupo se enfrentavam nas semifinais, de onde saíam os dois finalistas.

## Locais

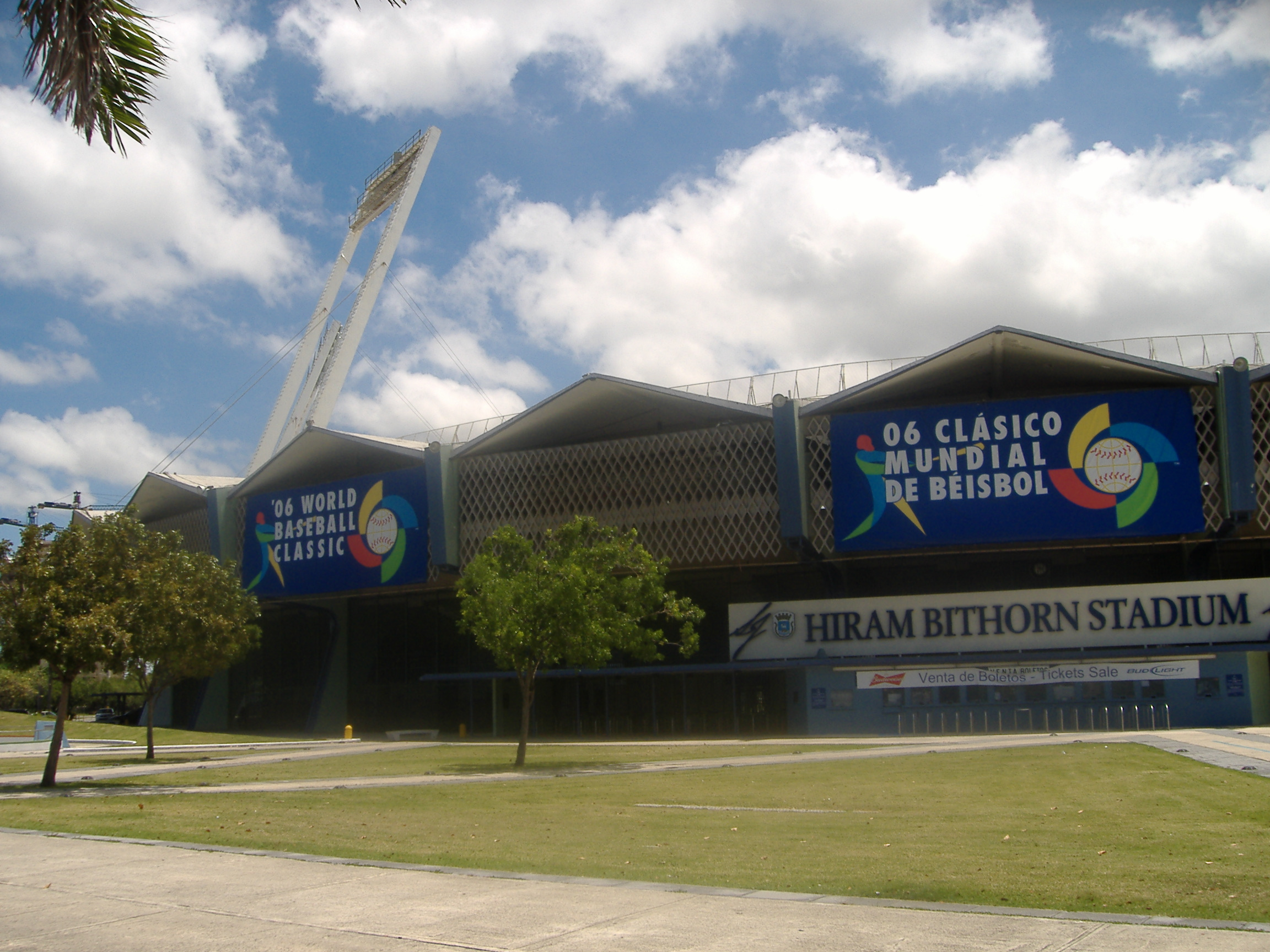
Estádio Hiram Bithorn, em San Juan, Porto Rico.

- Primeira fase (3 de março a 11 de março)
  - Grupo A: Tokyo Dome, em Tóquio, Japão.
  - Grupo B: Chase Field, em Phoenix, Arizona; Scottsdale Stadium, em Scottsdale, Arizona.
  - Grupo C: Estádio Hiram Bithorn, em San Juan, Porto Rico.
  - Grupo D: Cracker Jack Stadium, em Lake Buena Vista, Flórida.

- Segunda fase (12 de março a 15 de março)
  - Grupo 1: Angel Stadium, em Anaheim, Califórnia.
  - Grupo 2: Estádio Hiram Bithorn, em San Juan, Porto Rico.

- Semifinais e final (18 de março e 20 de março)
  - PETCO Park, em San Diego, Califórnia.

## Resultados
V-D: vitórias-derrotas; C-/9: corridas cedidas por nove entradas.

### Primeira fase
A Coreia do Sul (3-0) venceu o Grupo A, passando ao Grupo 1 juntamente com o Japão (2-1), que terminou em segundo. Taipé Chinesa (1-2) e China (0-3) foram eliminadas.
| Equipe        | V-D | C-/9  | Desempate |
| ------------- | --- | ----- | --------- |
| Coreia do Sul | 3-0 | 1.00  | -         |
| Japão         | 2-1 | 3.00  | -         |
| Taipé Chinesa | 1-2 | 6.84  | -         |
| China         | 0-3 | 14.40 | -         |

O México (2-1) ficou em primeiro no Grupo B, com os Estados Unidos (2-1) em segundo, ambos avançando ao Grupo 1. O Canadá (2-1), apesar de uma boa vitória contra a equipe americana, foi eliminado baseado num desempate de corridas cedidas. A África do Sul (0-3) foi eliminada, mas surpreendeu muitos conseguindo placares respeitáveis contra Canadá e México.
| Equipe         | V-D | C-/9  | Desempate      |
| -------------- | --- | ----- | -------------- |
| México         | 2-1 | 2.42  | 1-1, 1.59 C-/9 |
| Estados Unidos | 2-1 | 3.13  | 1-1, 4.00 C-/9 |
| Canadá         | 2-1 | 7.67  | 1-1, 7.50 C-/9 |
| África do Sul  | 0-3 | 15.55 | -              |

Porto Rico (3-0) e Cuba (2-1) obtiveram passagem ao Grupo 2. Países Baixos (1-2) e Panamá (0-3) foram eliminados. Destaque individual para um no-hitter de sete entradas (encurtado devido à regra de clemência) pelo arremessador Shairon Martis, numa vitória de 10 a 0 sobre o Panamá.
| Equipe        | V-D | C-/9 | Desempate |
| ------------- | --- | ---- | --------- |
| Porto Rico    | 3-0 | 2.16 | -         |
| Cuba          | 2-1 | 6.67 | -         |
| Países Baixos | 1-2 | 6.84 | -         |
| Panamá        | 0-3 | 6.92 | -         |

A República Dominicana (3-0) venceu o Grupo D, com a Venezuela (2-1) em segundo, ambas avançando ao Grupo 2. Itália (1-2) e Austrália (0-3) foram eliminadas.
| Equipe               | V-D | C-/9 | Desempate |
| -------------------- | --- | ---- | --------- |
| República Dominicana | 3-0 | 4.00 | -         |
| Venezuela            | 2-1 | 3.67 | -         |
| Itália               | 1-2 | 5.48 | -         |
| Austrália            | 0-3 | 6.85 | -         |

### Segunda fase
A Coreia do Sul (3-0, 6-0 no total) passou por Estados Unidos, México e Japão no caminho para vencer o Grupo 1, avançando às semifinais. O Japão (1-2, 3-3 no total) foi a surpresa no segundo lugar após perder para Estados Unidos e Coreia do Sul, se classificando às semifinais depois da derrota dos Estados Unidos para o México. Destaque individual para o home run de 3 corridas pelo rebatedor substituto coreano Hee-Seop Choi contra os americanos.
| Equipe         | V-D | C-/9 | Desempate      |
| -------------- | --- | ---- | -------------- |
| Coreia do Sul  | 3-0 | 1.67 | -              |
| Japão          | 1-2 | 2.36 | 1-1, 2.50 C-/9 |
| Estados Unidos | 1-2 | 4.32 | 1-1, 2.64 C-/9 |
| México         | 1-2 | 3.12 | 1-1, 3.50 C-/9 |

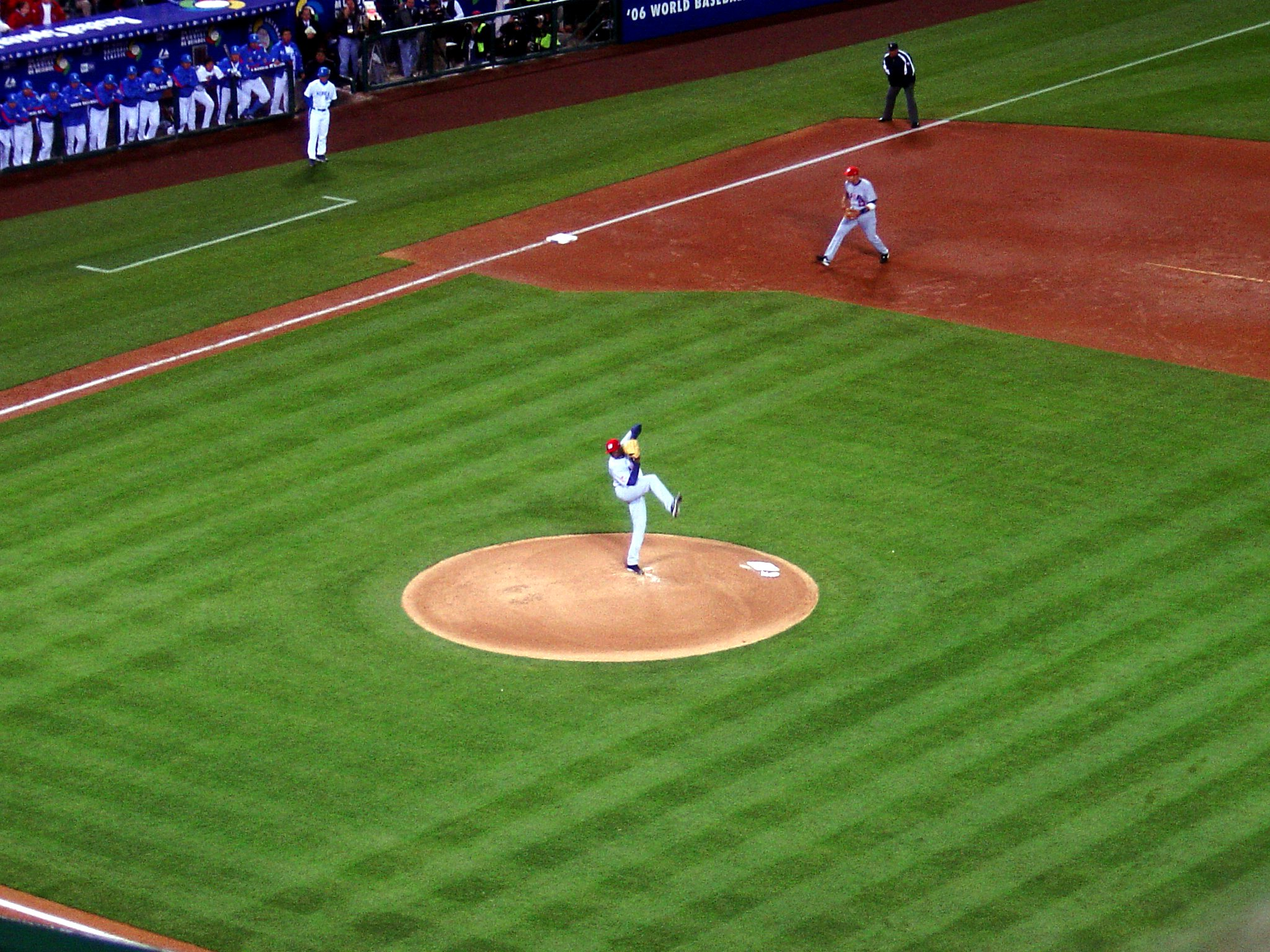
Jogo entre EUA e Coreia do Sul no Angel Stadium, em Anaheim.

A República Dominicana (2-1, 5-1 no total) terminou em primeiro no Grupo 2 com vitórias sobre Cuba e Venezuela e derrota para Porto Rico, e avançou às semifinais. Cuba passou na segunda posição.
| Equipe               | V-D | C-/9 | Desempate |
| -------------------- | --- | ---- | --------- |
| República Dominicana | 2-1 | 3.67 | 1-0       |
| Cuba                 | 2-1 | 4.00 | 0-1       |
| Venezuela            | 1-2 | 3.12 | 1-0       |
| Porto Rico           | 1-2 | 3.67 | 0-1       |

### Fase final
Cuba surpreendeu a República Dominicana e o Japão bateu a Coreia do Sul — após perder duas vezes para eles nas fases anteriores — para chegar à decisão. Ainda que liderando por apenas uma corrida durante toda a nona entrada, o Japão derrotou Cuba, 10 a 6, para conquistar o primeiro Clássico Mundial. O arremessador japonês Daisuke Matsuzaka foi eleito o Jogador Mais Valioso (MVP) do torneio.
|  | Semifinais | Semifinais           | Semifinais |      |      | Final | Final | Final |  |
|  |            |                      |            |      |      |       |       |       |  |
|  | 1-1º       | Coreia do Sul        | 0          |      |      |       |       |       |  |
|  | 1-1º       | Coreia do Sul        | 0          |      |      |       |       |       |  |
|  | 1-2º       | Japão                | 6          |      |      |       |       |       |  |
|  | 1-2º       | Japão                | 6          |      | 1-2º | Japão | 10    |       |  |
|  |            |                      |            |      | 1-2º | Japão | 10    |       |  |
|  |            |                      | 2-2º       | Cuba | 6    |       |       |       |  |
|  | 2-1º       | República Dominicana | 2-2º       | Cuba | 6    | 1     |       |       |  |
|  | 2-1º       | República Dominicana |            |      |      |       |       |       |  |
|  | 2-2º       | Cuba                 | 3          |      |      |       |       |       |  |

### Classificação final
| Pos.                               | Seleção              | V-D | Desempate           |
| ---------------------------------- | -------------------- | --- | ------------------- |
| 1                                  | Japão                | 5-3 | -                   |
| Derrotado na final                 |                      |     |                     |
| 2                                  | Cuba                 | 5-3 | -                   |
| Derrotados nas semifinais          |                      |     |                     |
| 3                                  | Coreia do Sul        | 6-1 | -                   |
| 4                                  | República Dominicana | 5-2 | -                   |
| Falharam em avançar às semifinais  |                      |     |                     |
| 5                                  | Porto Rico           | 4-2 | -                   |
| 6                                  | México               | 3-3 | 2.72 C-/9           |
| 7                                  | Venezuela            | 3-3 | 3.40 C-/9           |
| 8                                  | Estados Unidos       | 3-3 | 3.75 C-/9           |
| Falharam em avançar à segunda fase |                      |     |                     |
| 9                                  | Canadá               | 2-1 | -                   |
| 10                                 | Itália               | 1-2 | 5.48 C-/9           |
| 11                                 | Países Baixos        | 1-2 | 6.84 C-/9, 6.48 ERA |
| 12                                 | Taipé Chinesa        | 1-2 | 6.84 C-/9, 6.84 ERA |
| 13                                 | Austrália            | 0-3 | 6.85 C-/9           |
| 14                                 | Panamá               | 0-3 | 6.92 C-/9           |
| 15                                 | China                | 0-3 | 14.40 C-/9          |
| 16                                 | África do Sul        | 0-3 | 15.55 C-/9          |

### Seleção do torneio
| Posição | Jogador                 |
| ------- | ----------------------- |
| P       | Yadel Martí             |
| P       | Daisuke Matsuzaka (MVP) |
| P       | Chan Ho Park            |
| C       | Tomoya Satozaki         |
| 1B      | Seung-Yeop Lee          |
| 2B      | Tsuyoshi Nishioka       |
| 3B      | Adrián Beltré           |
| SS      | Munenori Kawasaki       |
| OF      | Ken Griffey Jr.         |
| OF      | Jong-Beom Lee           |
| OF      | Ichiro Suzuki           |
| DH      | Yoandry Garlobo         |

## Estatísticas

### Ataques
| Time                       | G | AB  | R  | H  | 2B | 3B | HR | RBI | TB  | BB | SO | SB | CS | OBP  | SLG  | AVG  | OPS  |
| -------------------------- | - | --- | -- | -- | -- | -- | -- | --- | --- | -- | -- | -- | -- | ---- | ---- | ---- | ---- |
| Japão                      | 8 | 270 | 60 | 84 | 9  | 3  | 10 | 57  | 129 | 32 | 39 | 13 | 2  | .390 | .478 | .311 | .868 |
| Estados Unidos             | 6 | 197 | 33 | 57 | 7  | 2  | 9  | 32  | 95  | 19 | 26 | 1  | 1  | .359 | .482 | .289 | .841 |
| Porto Rico                 | 6 | 203 | 32 | 58 | 9  | 0  | 8  | 31  | 91  | 24 | 34 | 7  | 3  | .365 | .448 | .286 | .813 |
| Cuba                       | 8 | 279 | 44 | 79 | 12 | 1  | 8  | 41  | 117 | 24 | 51 | 3  | 4  | .357 | .419 | .283 | .776 |
| Canadá                     | 3 | 104 | 20 | 29 | 10 | 4  | 2  | 17  | 53  | 23 | 24 | 2  | 2  | .419 | .510 | .279 | .928 |
| Países Baixos              | 3 | 102 | 15 | 27 | 3  | 0  | 0  | 11  | 30  | 11 | 22 | 0  | 0  | .342 | .294 | .265 | .636 |
| Taipé Chinesa              | 3 | 102 | 15 | 27 | 9  | 0  | 1  | 11  | 39  | 7  | 21 | 3  | 1  | .342 | .382 | .265 | .724 |
| República Dominicana       | 7 | 233 | 36 | 61 | 8  | 0  | 9  | 28  | 96  | 33 | 33 | 6  | 4  | .364 | .412 | .262 | .776 |
| África do Sul              | 3 | 87  | 12 | 22 | 3  | 1  | 0  | 11  | 27  | 7  | 34 | 0  | 2  | .330 | .310 | .253 | .640 |
| Coreia do Sul              | 7 | 218 | 26 | 53 | 13 | 1  | 6  | 26  | 86  | 16 | 51 | 2  | 0  | .305 | .394 | .243 | .699 |
| México                     | 6 | 189 | 23 | 44 | 11 | 1  | 5  | 21  | 72  | 15 | 36 | 2  | 0  | .292 | .381 | .233 | .673 |
| Itália                     | 3 | 95  | 13 | 19 | 8  | 2  | 2  | 13  | 37  | 11 | 24 | 0  | 0  | .290 | .389 | .200 | .679 |
| Venezuela                  | 6 | 188 | 22 | 35 | 6  | 0  | 7  | 20  | 62  | 35 | 40 | 2  | 1  | .323 | .330 | .186 | .653 |
| República Popular da China | 3 | 92  | 6  | 17 | 4  | 0  | 2  | 5   | 27  | 9  | 33 | 0  | 2  | .286 | .293 | .185 | .579 |
| Panamá                     | 3 | 91  | 7  | 15 | 3  | 0  | 1  | 7   | 21  | 10 | 16 | 0  | 1  | .276 | .231 | .165 | .507 |
| Austrália                  | 3 | 80  | 4  | 9  | 2  | 0  | 0  | 3   | 11  | 7  | 32 | 3  | 2  | .191 | .138 | .113 | .329 |

Ordenada pela média de rebatidas [ligação inativa]

### Líderes no bastão
(mínimo de 2.7 aparições na plate/jogo) 
Média de rebatidas
- Ken Griffey Jr., USA – .524
- Yoandy Garlobo, CUB – .480
- Derek Jeter, USA – .450

Rebatidas
- Nobuhiko Matsunaka, JPN – 13
- Ichiro Suzuki, JPN – 12
- Yoandy Garlobo, CUB – 12
- Tsuyoshi Nishioka, JPN –11
- Ken Griffey Jr., USA – 11

Corridas
- Nobuhiko Matsunaka, JPN – 11
- Seung-Yeop Lee, KOR – 8
- Yulieski Gourriel, CUB – 8
- Ichiro Suzuki, JPN – 7
- Tsuyoshi Nishioka, JPN – 7

Duplas
- Jong Beom Lee, KOR – 6
- Nobuhiko Matsunaka, JPN – 4
- Justin Morneau, CAN – 3 (3 G)
- Yung Chi Chen, TPE – 3 (3 G)
- Miguel Tejada, DOM – 3
- Frederich Cepeda, CUB – 3

Triplas
- 15 empatados com 1

Home runs
- Seung Yeop Lee, KOR – 5
- Adrian Beltre, DOM – 4
- Ken Griffey Jr., USA – 3
- Derrek Lee, USA – 3
- David Ortiz, DOM – 3
- Hitoshi Tamura, JPN – 3

Grand slams
- Jason Varitek, USA – 1

Corridas impulsionadas
- Ken Griffey Jr., USA – 10
- Seung Yeop Lee, KOR – 10
- Hitoshi Tamura, JPN – 9
- Adrian Beltre, DOM – 9
- Derrek Lee, USA – 8
- Frederich Cepeda, CUB – 8
- Tsuyoshi Nishioka, JPN – 8
- Jorge Cantu, MEX – 8

Bases totais
- Seung Yeop Lee, KOR – 23
- Ken Griffey Jr., USA – 22
- Tsuyoshi Nishioka, JPN – 19
- Frederich Cepeda, CUB – 19

Walks
- David Ortiz, DOM – 8
- Albert Pujols, DOM – 7
- Bobby Abreu, VEN – 6
- Hitoshi Tamura, JPN – 6
- Frederich Cepeda, CUB – 6
- Tsuyoshi Nishioka, JPN – 6

Strikeouts
- Hitoshi Tamura, JPN – 9
- Ariel Prestano, CUB – 8
- Yufeng Zhang, CHN – 8 (3 G)
- Alex Rodriguez, USA – 7
- Frederich Cepeda, CUB – 7
- Jin Man Park, KOR – 7
- Bobby Abreu, VEN – 7

Bases roubadas
- Tsuyoshi Nishioka, JPN – 5
- Ichiro Suzuki, JPN – 4
- Eduardo Paret, CUB – 3
- Trent Durrington, AUS – 3 (3 G)

Porcentagem em base
- Ken Griffey Jr., USA – .583
- Yoandy Garlobo, CUB – .536
- Nobuhiko Matsunaka, JPN – .528

Porcentagem de slugging
- Ken Griffey Jr., USA – 1.048
- Seung Yeop Lee, KOR – .958
- Adrian Beltre, DOM – .900

OPS
- Ken Griffey Jr., USA – 1.631
- Seung Yeop Lee, KOR – 1.372
- Adrian Beltre, DOM – 1.291

### Líderes nos arremessos
(mínimo de 0.8 entradas arremessadas/jogo) 
Vitórias
- Daisuke Matsuzaka, JPN – 3
- Ormari Romero, CUB – 2
- Odalis Perez, DOM – 2
- Jae-Weong Seo, KOR – 2
- Koji Uehara, JPN – 2
- Min Han Son, KOR – 2
- 26 empatados com 1

Derrotas
- Johan Santana, VEN – 2
- Rodrigo Lopez, MEX – 2
- Dontrelle Willis, USA – 2
- 31 empatados com 1

Salvamentos
- Chan Ho Park, KOR – 3
- Yadel Martí, CUB – 2
- 14 empatados com 1

Entradas arremessadas
- Koji Uehara, JPN – 17
- Jae-Weong Seo, KOR – 14
- Bartolo Colon, DOM – 14
- Shunsuke Wantanabe, JPN – 13 2/3

Rebatidas cedidas
- Koji Uehara, JPN – 17
- Bartolo Colon, DOM – 13
- Pedro Luis Lazo, CUB – 12

Corridas cedidas
- Carl Michaels, RSA – 10
- Barry Armitage, RSA – 9
- Dontrelle Willis, USA – 8

Corridas limpas cedidas
- Carl Michaels, RSA – 10
- Dontrelle Willis, USA – 8
- Barry Armitage, RSA – 7

ERA
- Yadel Martí, CUB – 0.00 (em 12.2 entradas)
- Chan Ho Park, KOR – 0.00 (10.0)
- Kelvim Escobar, VEN – 0.00 (7.2)
- Shairon Martis, NED – 0.00 (7.0)
- Carlos Silva, VEN – 0.00 (5.2)
- Jason Grilli, ITA – 0.00 (4.2)
- Erik Bedard, CAN – 0.00 (4.0)
- Wei-Lun Pan, TPE – 0.00 (4.0)
- Adam Loewen, CAN – 0.00 (3.2)
- Po-Hsuan Keng, TPE – 0.00 (3.0)
- Jae-Weong Seo, KOR; Bartolo Colon, DOM – 0.64
- Shunsuke Wantanabe, JPN – 0.84

Walks
- Dontrelle Willis, USA – 6
- Esteban Loaiza, MEX – 5
- Carlos Zambrano, VEN – 5
- Adiel Palma, CUB – 5
- Peter Moylan, AUS – 5
- Kelvim Escobar, VEN – 5
- Yulieski Gonzalez, CUB – 5
- 13 empatados com 4

Strikeouts
- Koji Uehara, JPN – 16
- Yadel Martí, CUB – 11
- Freddy Garcia, VEN – 11
- Johan Santana, VEN – 10
- Daisuke Matsuzaka, JPN – 10
- Roger Clemens, USA – 10

WHIP
- Shairon Martis, NED – 0.14
- Jason Grilli, ITA – 0.20
- Jose Santiago, PUR – 0.63

## Regras adicionais
Os arremessadores foram limitados a uma contagem de arremessos de 65 na primeira fase, 80 na segunda e 95 na fase final. Se um arremessador atingisse a sua contagem máxima no meio de uma vez ao bastão, ele poderia continuar a arremessar àquele rebatedor, mas teria de ser substituído assim que a vez no bastão terminasse. 30 arremessos precisavam ser seguidos de um dia livre, e 50 arremessos de quatro dias livres. Ninguém poderia arremessar três dias consecutivos. Uma regra de clemência teria efeito quando uma equipe estivesse liderando por quinze corridas após cinco entradas ou dez corridas após sete entradas nas duas primeiras fases. Além disso, empates poderiam ser chamados após catorze entradas de jogo.
A regra do rebatedor designado era válida para o torneio.

## Sucesso do torneio
Muitos membros da imprensa americana estavam céticos quanto ao Clássico desde o seu princípio. O evento, contudo, provou ser bastante popular, fornecendo vários momentos memoráveis, como um jogo da primeira rodada entre Venezuela e República Dominicana. O público foi maior que o esperado em vários locais, como os 19.000 no Estádio Hiram Bithorn em San Juan, que teve ingressos esgotados para todos os jogos de Porto Rico nas duas primeiras fases. Houve 4.000 credenciais de imprensa emitidas — mais do que a Série Mundial e os Jogos Olímpicos —, o que é de bom agouro para a meta declarada de internacionalizar o esporte. O cronista da Sports Illustrated Tom Verducci informou que "mais mercadoria foi vendida na primeira fase do que os organizadores projetaram para os 17 dias do evento". Ele também relatou que, a certa altura, camisas da equipe venezuelana eram vendidas em média a cada seis segundos.
Nos EUA, a audiência da ESPN foi mais forte do que o esperado, resultando algo em torno de um milhão de televisores ligados em alguns jogos, mais que qualquer outro programa da ESPN no mês de março. Isto aconteceu apesar dos horários fora de série de transmissão dos jogos. Muitos não foram transmitidos ao vivo, mas em VT, e alguns com entradas cortadas, conforme o WBC foi organizado bem após a ESPN ter compromissado a maior parte da sua programação. Essas avaliações praticamente asseguram que ao próximo WBC, em 2009, serão concedidas mais transmissões ao vivo durante o horário nobre.

## Alocação de ganhos
Os ganhos totais do WBC são divididos em lucro líquido (53%) e premiação em dinheiro (47%). As vítimas do Furacão Katrina receberam os 7% do dinheiro ganho pela equipe cubana.

### Lucro líquido (53%)
- World Baseball Classic Inc.: 17.5%
- Baseball Players Union: 17.5%
- Japanese Baseball Organization: 7%
- Korean Baseball Organization: 5%
- Korean Baseball Union: 5%
- Despesas variadas: 1%

### Premiação em dinheiro (47%)
- Equipe japonesa (1º lugar): 10%
- Equipe cubana (2º lugar): 7%
- Equipes coreana e dominicana (semi-finalists): 5% cada
- As 4 equipes que saíram na segunda fase: 3% cada
- As 8 equipes que saíram nas preliminares: 1% cada

### Notícias e mídia
- Video and Audio - 2006 World Baseball Classic
- ESPN Podcast Coverage of the WBC
- WEPN New York Live streaming radio coverage of the final
- MLB.com: DuPuy reacts
- Yahoo!: Cuba allowed to play
- Unofficial chat forum of The World Baseball Classic